# Frankrikes utomeuropeiska departement
Utomeuropeiska departement, på franska département d'outre-mer (DOM) (egentligen "departement bortom haven"), kallas de tidigare franska kolonier som blivit en formell del av Frankrike, nämligen Guadeloupe och Martinique i Karibiska havet, Franska Guyana i Sydamerika samt Mayotte och Réunion i Indiska oceanen. Begreppet infördes genom den konstitution som antogs för den fjärde republiken 1946.
De utomeuropeiska departementen är fullvärdiga delar av Frankrike. Dessa områdens juridiska status inom Frankrike kan jämföras med den som gäller för Hawaii och Alaska inom USA. Frankrikes departement kan jämföras med län i Sverige.
Saint-Pierre och Miquelon blev ett utomeuropeiskt departement 1976 men det ändrades till territoriellt samhälle (collectivité territoriale) 1985, alltså självstyrande, senare har det fått statusen utomeuropeiskt förvaltningsområde. Sedan 22 februari 2007 är öarna Saint-Barthélemy och Saint-Martin inte längre en del av Guadeloupe, utan självstyrande franska utomeuropeiska förvaltningsområden. Mayotte är ett utomeuropeiskt departement sedan 31 mars 2011.
Som integrerade delar av Franska republiken har de utomeuropeiska departementen representation i nationalförsamlingen, senaten, de ekonomiska och sociala råden, Europaparlamentet och använder euro som valuta. Sedan Frankrikes regerings decentraliseringspolicy antogs kring 1982 håller dessa departement dessutom val till regionala församlingar jämställda med de Conseil général, som styr i vissa frågor i regionerna i själva Frankrike. 
Områdena räknas som delar av Europeiska unionen, men har undantag, såsom att de inte är med i EU:s momsunion och Schengensamarbetet. Se även Territorier associerade med Europeiska unionen.
Områdena skiljer sig markant från Frankrikes utomeuropeiska förvaltningsområden (collectivités d'outre-mer) som har inre självständighet, och som inte formellt är den del av Frankrike, men som hör till Frankrike bland annat utrikespolitiskt.